# José Fabio
José Fabio (Oberá, Misiones, 31 de diciembre de 1977) es un ex-baloncestista argentino-paraguayo. Desarrolló su carrera como profesional en varios clubes de Argentina y Paraguay, pero su figura quedó muy identificada con el Oberá Tenis Club, donde se formó como baloncestista y actuó durante varias temporadas. Siendo un referente del baloncesto misionero, Fabio jugó en varias ediciones del Campeonato Argentino de Básquet con la selección de su provincia. Optó además por representar a Paraguay internacionalmente. 

## Trayectoria
Fabio se formó como baloncestista en la cantera del Oberá Tenis Club. Sin embargo la falta de competiciones juveniles en su región lo llevaron en su adolescencia a actuar en torneos amateurs contra jugadores de mucha más edad que la suya. En 1995 fue reclutado por Luz y Fuerza de Posadas, combinado de la Liga Nacional de Básquet, pero no llegó a debutar con el primer equipo. Al año siguiente decidió abandonar el baloncesto para cursar una carrera universitaria en Buenos Aires. Estando allí continuó practicando el deporte en el club Obras Sanitarias, pero no con el equipo profesional sino con los juveniles.
En 1998 retornó a su ciudad natal y fichó con Oberá Tenis Club, el cual había relanzado su equipo de baloncesto bajo la dirección técnica de Dante Collavino. Con esa institución se destacó en los torneos provinciales y regionales, retornando a Obras Sanitarias en 2002 pero ahora si como parte de la plantilla profesional. De todos modos Fabio pasó nuevamente toda la temporada como miembro del equipo de reserva, sin poder hacer su debut en la LNB.
En 2003 fichó con Andino de La Rioja en el TNA, pero terminó la temporada jugando en las filas de Peñarol de Mar del Plata en la LNB. Volvió al TNA en 2004 como jugador de La Unión de Formosa (consagrándose campeón esa temporada) y en 2005 actuó en el Conarpesa Madryn de la LNB. 
Su temporada con los chubutenses sería la última en LNB, jugando a partir de entonces en clubes del TNA como Independiente de Neuquén, Asociación Española de Charata, Monte Hermoso Basket, Banda Norte de Río Cuarto, Comunicaciones de Mercedes y Olimpo de Bahía Blanca, además de completar tres ciclos con Oberá Tenis Club (2008-11, 2012-15 y 2017-19). 
En paralelo a su carrera en la Argentina, Fabio se desempeñó también en la Liga Nacional de Básquetbol de Paraguay, la cual, por su calendario, se jugaba durante el receso de los torneos profesionales argentinos. De ese modo actuó con América de Pilar, Sol de América, Libertad y Cerro Porteño.

### Clubes
| Club                     | País      | Año         |
| ------------------------ | --------- | ----------- |
| Oberá                    | Argentina | 1998 - 2002 |
| Obras Sanitarias         | Argentina | 2002 - 2003 |
| Andino                   | Argentina | 2003        |
| Peñarol                  | Argentina | 2004        |
| La Unión de Formosa      | Argentina | 2004 - 2005 |
| Conarpesa Madryn         | Argentina | 2005 - 2006 |
| Independiente de Neuquén | Argentina | 2006 - 2007 |
| Asociación Española      | Argentina | 2007 - 2008 |
| América de Pilar         | Paraguay  | 2008        |
| Oberá                    | Argentina | 2008 - 2009 |
| Sol de América           | Paraguay  | 2009        |
| Oberá                    | Argentina | 2009 - 2010 |
| Cerro Porteño            | Paraguay  | 2010        |
| Sol de América           | Paraguay  | 2010        |
| Oberá                    | Argentina | 2010 - 2011 |
| Sol de América           | Paraguay  | 2011        |
| Monte Hermoso Basket     | Argentina | 2012        |
| Cerro Porteño            | Paraguay  | 2012        |
| Oberá                    | Argentina | 2012 - 2013 |
| Sol de América           | Paraguay  | 2013        |
| Oberá                    | Argentina | 2013 - 2014 |
| Libertad                 | Paraguay  | 2014        |
| Banda Norte              | Argentina | 2014 - 2015 |
| Sol de América           | Paraguay  | 2015        |
| Comunicaciones           | Argentina | 2015 - 2016 |
| Olimpo                   | Argentina | 2016 - 2017 |
| Oberá                    | Argentina | 2017 - 2019 |
| Sol de América           | Paraguay  | 2019        |

## Selección nacional
Fabio se nacionalizó como paraguayo en 2010, incorporándose ese año a la selección de básquetbol de Paraguay. Con el equipo nacional estuvo presente en el Campeonato Sudamericano de Baloncesto (2010, 2012, 2014 y 2016) como también en el Campeonato FIBA Américas (2011 y 2013). Sus últimos partidos con la selección paraguaya fueron en los clasificatorios para disputar la FIBA AmeriCup de 2022.